# Lithocarpus lindleyanus
Lithocarpus lindleyanus (Wall. ex A.DC.) A.Camus – gatunek roślin z rodziny bukowatych (Fagaceae Dumort.). Występuje naturalnie w Mjanmie oraz Tajlandii. 

## Morfologia
PokrójZimozielone drzewo dorastające do 10 m wysokości. Korona drzewa jest nieregularna. Kora ma szarą lub bladobrązową barwę, początkowo jest gładka, lecz z czasem staje się popękana. Młode gałązki są owłosione.
LiścieBlaszka liściowa ma odwrotnie jajowaty kształt. Mierzy 15–25 cm długości oraz 6–15 cm szerokości, ma wąską nasadę i ostry wierzchołek. Ogonek liściowy jest owłosiony i ma 6–14 mm długości. Przylistki mają owalny kształt i osiągają 2–3 mm długości.
OwoceOwłosione orzechy dorastające do 15–25 mm długości, zebrane w kłosy o długości 2–3 cm, rozwijają się w kątach pędów. Osadzone są pojedynczo w łuskowatych miseczkach mierzących 12–16 mm średnicy.